# Gabinete de Kristrún Frostadóttir
El Gabinete de Kristrún Frostadóttir se formó el 21 de diciembre de 2024, tras las Elecciones parlamentarias de Islandia de 2024. El gabinete está dirigido por Kristrún Frostadóttir, de la Alianza Socialdemócrata. Los ministros del gabinete asumieron formalmente sus cargos el 21 de diciembre.
El gabinete es un gobierno de coalición formado por la Alianza Socialdemócrata, el Partido Reformista y el Partido del Pueblo. Juntos ocupan 36 de los 63 escaños del Parlamento de Islandia siendo un  gobierno con mayoría absoluta. Hay once ministros en el gabinete, cuatro de la Alianza Socialdemócrata y cuatro de Viðreisn, y tres del Partido del Pueblo.

## Prioridades de la coalición
Los líderes del gobierno de coalición anunciaron políticas clave:
- Compromisos clave del gobierno:
  - Seguridad habitacional: garantizar la estabilidad de la vivienda para los ciudadanos.
  - Alivio de la pobreza: Implementación de medidas para eliminar la pobreza.
  - Ahorro en la administración: racionalización del gasto público y simplificación del sistema tributario.
  - Inversiones en infraestructura: desarrollo de infraestructura, incluidos sistemas sociales y de salud.
  - Apoyo al idioma islandés: iniciativas para proteger y promover el idioma. Mejorar el apoyo a los inmigrantes para que aprenden islandés.
  - Fortalecer la infraestructura energética y simplificar el proceso de permisos.
  - Lograr la neutralidad climática para 2040, promover la biodiversidad y proteger las zonas marinas.
  - Celebración de un referéndum sobre la reanudación de las negociaciones para una posible adhesión de Islandia a la Unión Europea, cuya celebración está prevista para 2027.
- Nuevas iniciativas:
  - Racionalización de la administración pública.
  - Simplificar el sistema tributario y eliminar excepciones.
  - Formulación de políticas sobre los recursos naturales y su uso sostenible.
  - Ampliación del transporte, incluida la construcción de túneles de carretera.
  - Reducir el impacto de la indexación en la economía.
- Prioridades mencionadas por S:
  - Estabilización económica.
  - Bajar los tipos de interés.
  - Gestión financiera pública responsable.
  - Superar el estancamiento y apoyar el crecimiento económico siguen siendo prioridades.
  - La financiación de las iniciativas provendría de la racionalización de costos y de la mejora de la eficiencia del sistema tributario.
  - No hay planes para aumentar el IVA al turismo, pero sí para introducir tasas para gestionar el acceso a determinadas atracciones turísticas.
  - Se está estudiando la posibilidad de establecer tarifas progresivas o un análisis de las bases de ingresos en las tarifas de pesca.
- Prioridades mencionadas por C:
  - Racionalizar la administración pública y reducir el número de ministerios.
  - No habrá aumentos en los impuestos, incluidos los impuestos sobre la renta y las ganancias de capital.
  - Introducción de regulaciones para la inteligencia artificial.
  - Implementación de nuevas tarifas para acceder a las atracciones naturales de Islandia.
  - Aumentar el número de efectivos policiales y fortalecer la ciudadanía.
- Prioridades mencionadas por F:
  - Aumentar el umbral de ingresos libres de impuestos a 60.000 coronas islandesas.
  - Introducción de una pensión vitalicia para personas con discapacidad.
  - Creación de una figura de defensor del pueblo para las personas mayores.
  - Mejorar los sistemas de apoyo social.
  - Abordar las discrepancias entre salarios y pensiones.
  - Fortalecimiento del sistema de salud.
  - Mejorar el acceso a la educación para las personas con discapacidad.
  - Revisión de las políticas de inmigración basadas en modelos nórdicos.

## Contexto
Tras las elecciones anticipadas del 30 de noviembre de 2024 (adelantadas por el primer ministro saliente Bjarni Benediktsson parte del Partido de la Independencia), la Alianza Socialdemócrata, partido liderado por Kristrún Frostadóttir, terminó ganando las elecciones, aunque con una ventaja menor a la que pronosticaban las encuestas sobre el Partido de la Independencia. Los partidos del gobierno saliente sufrieron fuertes perdidas pasando de 37 a 19 escaños: el Movimiento Izquierda-Verde, partido de la ex primera ministra Katrín Jakobsdóttir, desapareció del Althing y el Partido de la Independencia y Partido Progresista perdieron varios escaños en las elecciones; sin embargo Independencia, logró el segundo lugar aguantando mejor de lo esperado por las encuestas.
El 3 de diciembre, la presidenta Halla Tómasdóttir pidió formalmente a Kristrún Frostadóttir, líder de la Alianza, que formara gobierno. Al día siguiente tuvieron lugar las primeras negociaciones con el Partido Reformista y el Partido del Pueblo. Los tres grupos continuaron las discusiones durante las próximas dos semanas. El 20 de diciembre, las presidentas de los tres partidos anunciaron que presentarían un contrato de coalición así como un gobierno para el día siguiente. Esta coalición puede gobernar gracias a una mayoría de 36 diputados en el Althing, cuatro más que la mayoría absoluta.
Los tres partidos de la coalición gubernamental comparten las carteras ministeriales con cuatro ministerios para la Alianza, 4 para el Partido Reformista y tres para el Partido del Pueblo. También se eliminó un ministerio. Las razones dadas por Þorgerður Katrín Gunnarsdóttir son económicas : la supresión del Ministerio de Cultura, Comercio y Turismo debería liberar 400 millones de coronas por año.

## Gabinete ministerial
Alianza Socialdemócrata
     Partido Reformista
     Partido del Pueblo

### Primer ministro de Islandia
| Fotografía | Primera ministra      | Período                 | Período     | Partido | Partido |
| Fotografía | Primera ministra      | Inicio                  | Fin         | Partido | Partido |
| ---------- | --------------------- | ----------------------- | ----------- | ------- | ------- |
|            | Kristrún Frostadóttir | 21 de diciembre de 2024 | En el cargo |         |         |

### Ministerios
| Ministerio                          | Fotografía | Titular                           | Período                 | Período             | Partido | Partido | Ref    |
| Ministerio                          | Fotografía | Titular                           | Inicio                  | Fin                 | Partido | Partido | Ref    |
| ----------------------------------- | ---------- | --------------------------------- | ----------------------- | ------------------- | ------- | ------- | ------ |
| Asuntos Exteriores                  |            | Þorgerður Katrín Gunnarsdóttir    | 21 de diciembre de 2024 | En el cargo         |         |         |        |
| Asuntos Sociales y Vivienda         |            | Inga Sæland                       | 21 de diciembre de 2024 | En el cargo         |         |         |        |
| Cultura, Innovación y Universidades |            | Logi Már Einarsson                | 21 de diciembre de 2024 | En el cargo         |         |         |        |
| Educación e Infancia                |            | Ásthildur Lóa Þórsdóttir          | 21 de diciembre de 2024 | 20 de marzo de 2025 |         |         | [ 9 ]  |
| Educación e Infancia                |            | Guðmundur Ingi Kristinsson        | 20 de marzo de 2025     | En el cargo         |         |         | [ 10 ] |
| Finanzas y Asuntos Económicos       |            | Daði Már Kristófersson            | 21 de diciembre de 2024 | En el cargo         |         |         |        |
| Industrias                          |            | Hanna Katrín Friðriksson          | 21 de diciembre de 2024 | En el cargo         |         |         |        |
| Justicia                            |            | Þorbjörg Sigríður Gunnlaugsdóttir | 21 de diciembre de 2024 | En el cargo         |         |         |        |
| Medio Ambiente, Energía y Clima     |            | Jóhann Páll Jóhannsson            | 21 de diciembre de 2024 | En el cargo         |         |         |        |
| Salud                               |            | Alma Möller                       | 21 de diciembre de 2024 | En el cargo         |         |         |        |
| Transporte y Gobierno Local         |            | Eyjólfur Ármannsson               | 21 de diciembre de 2024 | En el cargo         |         |         |        |